# Barcelona-Andorra
La Barcelona-Andorra era una cursa ciclista professional que es disputava entre Barcelona (Catalunya) i Andorra, durant la dècada de 1960.
La prova constava d'una sola etapa. Il·lustres com José Pérez-Francés o Domingo Perurena van posar el seu nom a l'historial de la prova. L'italià Italo Zilioli va ser l'únic ser capaç d'imposar-se en més d'una ocasió.
La prova es va celebrar de manera independent entre 1964 i 1968. Entre 1969 i 1972 constituí una etapa de la Setmana Catalana. El 1986 es va intentar recuperar la prova i es va celebrar una altra edició, però no es va aconseguir el seu objectiu i la prova va desaparèixer definitivament.

## Palmarès
| Any  | Guanyador                  | Segon                     | Tercer                    |
| ---- | -------------------------- | ------------------------- | ------------------------- |
| 1964 | Primo Nardello             | Julio Jiménez Muñoz       | Carlos Echeverría Zudaire |
| 1965 | Jaume Alomar Florit        | Juan Sánchez Camero       | Salvador Rosa             |
| 1966 | Ramon Sáez Marzo           | Sebastián Elorza          | José Suria                |
| 1967 | José Pérez Francés         | Valentín Uriona Lauciriga | Julio Jiménez Muñoz       |
| 1968 | Domingo Perurena Telletxea | José Antonio Momeñe Campo | Jesús Luis Ocaña Pernía   |
| 1969 | Guido Reybrouck            | Dino Zandegù              | Jan Janssen               |
| 1970 | Italo Zilioli              | Agustín Tamames Iglesias  | Raymond Poulidor          |
| 1971 | Italo Zilioli              | Leif Mortensen            | Jesús Luis Ocaña Pernía   |
| 1972 | Raymond Delisle            | Raymond Poulidor          | Miguel María Lasa Urquía  |
| 1986 | Peter Hilse                | Josep Recio Ariza         | Mariano Sánchez           |

(en color: forma part de la Setmana Catalana)

## Palmarès per països
| País    | Victòries |
| ------- | --------- |
| Espanya | 4         |
| Itàlia  | 3         |
| Bèlgica | 1         |
| França  | 1         |
| RFA     | 1         |